# Польшмидт, Манфред
Манфред Польшмидт (нем. Manfred Pohlschmidt; род. 27 августа 1940, Мюнстер) — западногерманский футболист, выступавший на позициях полузащитника и нападающего.

## Карьера
Во взрослом футболе дебютировал в 1961 году в клубе «Пройссен» (Мюнстер), с которым в сезоне 1963/64 начал выступать в чемпионате Германии.
В 1965 году на два сезона перешёл в «Гамбург», с которым в 1967 году сыграл в финале Кубка Германии, где клуб потерпел поражение от «Баварии» счётом 4:0. В том же году Польшмидт стал игроком клуба «Шальке 04».
Завершил профессиональную карьеру футболиста в 1971 году в возрасте 31 года.

## Личная жизнь
Брат Польшмидта, Бернард, также являлся профессиональным футболистом и выступал за «Пройссен» (Мюнстер).